# 梅传强
梅传强 ，男，汉族，1965年出生于四川省邻水县，刑法学博士，西南政法大学教授、博士生导师，西南政法大学法学院党总支书记、中国犯罪学会常务理事。